# Keith Campbell (biolog)
 For alternative betydninger, se Keith Campbell. (Se også artikler, som begynder med Keith Campbell)
Keith H.S. Campbell (23. maj 1954 - 5. oktober 2012) var en engelsk biolog. Han er mest kendt for at have været hovedrolleindehaveren i den gruppe, som i 1996 for første gang nogensinde klonede et pattedyr, nemlig Finn Dorset-fåret Dolly, fra helt igennem differentierede celler fra et voksent eksemplar af racen.